# فرانك دوبسون (عالم طبيعي)
فرانك دوبسون (بالإنجليزية: Frank Dobson)‏ هو عالم طبيعي أسترالي، ولد في 20 أبريل 1835 في هوبارت في أستراليا، وتوفي في 1 يونيو 1895.